# U-Bahn-Station Johnstraße
Johnstraße is een metrostation in het district Rudolfsheim-Fünfhaus van de Oostenrijkse hoofdstad Wenen. Het station werd geopend op 3 september 1994 en wordt bediend door lijn U3. Het station is genoemd naar de gelijknamige straat die op zijn beurt genoemd is naar Generaal-Majoor en minister van defensie Franz Xaver von John (1815–1876). Na de opening was het ruim vier jaar het westelijke eindpunt van de lijn totdat op 5 december 1998 verlengd werd tot Ottakring.

## Ligging en inrichting
Het perron ligt op 21 meter diepte onder de Meiselstraße tussen de Johnstraße en der Kröllgasse. Ten westen van het perron ligt een keerspoor tussen de doorgaande sporen dat in de normale dienst werd gebruikt toen het station eindpunt was. Het bovengrondse stationsgebouw ligt bij de Kröllgasse boven het oosteinde van het perron. Vlak ten oosten hiervan ligt de de Wiener Wasserwelt, een voetgangersgebied met meerdere fonteinen op de Kardinal-Rauscher-Platz, ten westen van het stationsgebouw ligt de Meiselmarkt. Daarnaast zijn er toegangen bij het kruispunt Hütteldorfer Straße/Johnstraße en in de Meiselstraße. Reizigers kunnen bovengronds overstappen op tramlijn 49 naar Hütteldorf of Ring en op buslijn 10A, richting Niederhofstraße of Heiligenstadt, en 12A  richting Längenfeldgasse of Gablenzgasse.
Naast het station ligt de, in een voormalige waterkelder ondergebrachte, markthal en winkelcentrum Meiselmarkt waarvan de kelder inpandig met het station verbonden is. In de buurt liggen ook de winkelstraat Hütteldorfer Straße en het in december 2007 in de Johnstraße geopende „Haus Johnstraße für junge Erwachsene“ van de gemeente Wenen. In de volksmond wordt dit pand „Punkerhaus“ genoemd en het werd pas gerealiseerd na een maatschappelijke discussie over het controversiële gebouw.

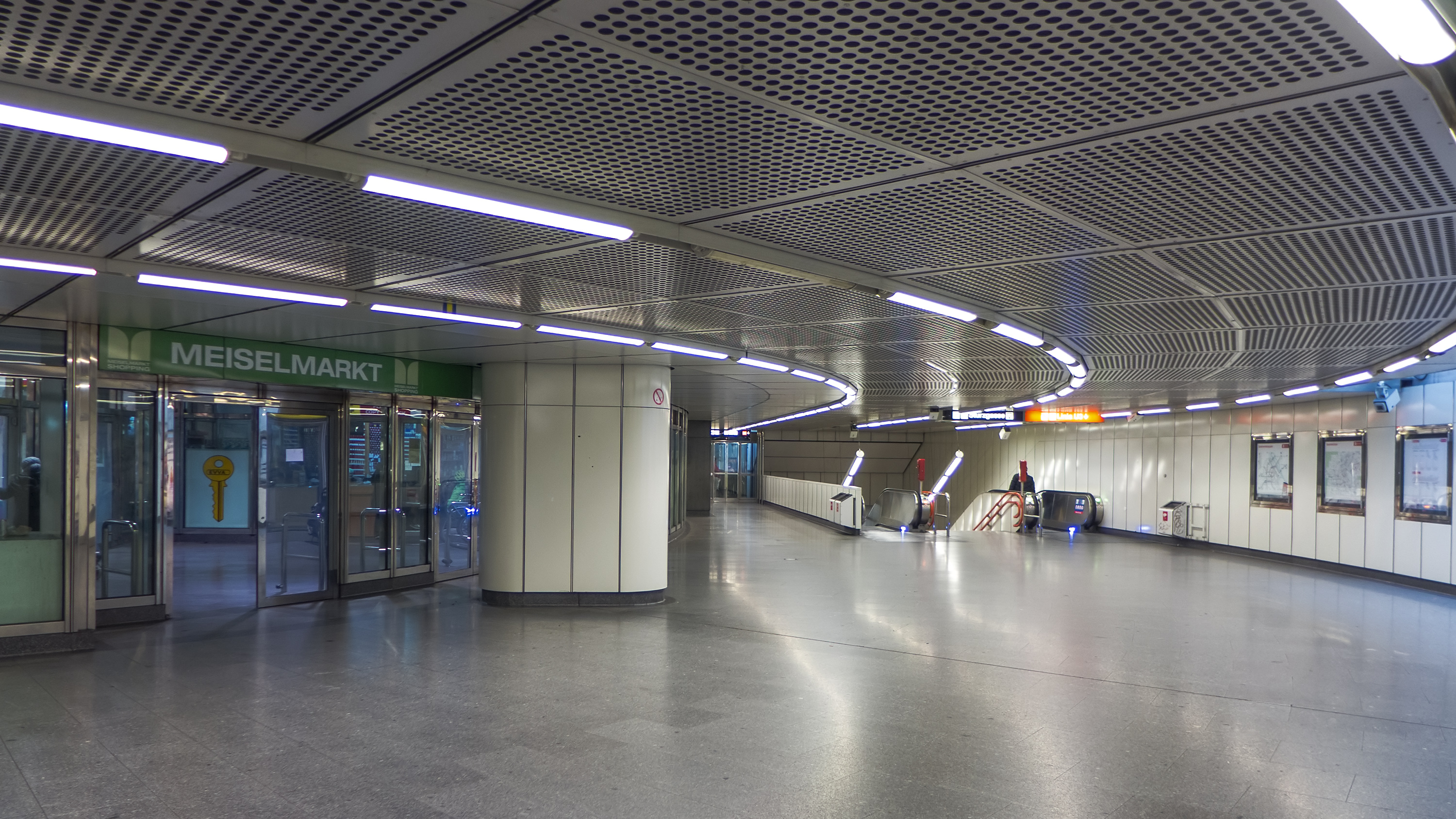
De metrotoegang in de markthal.
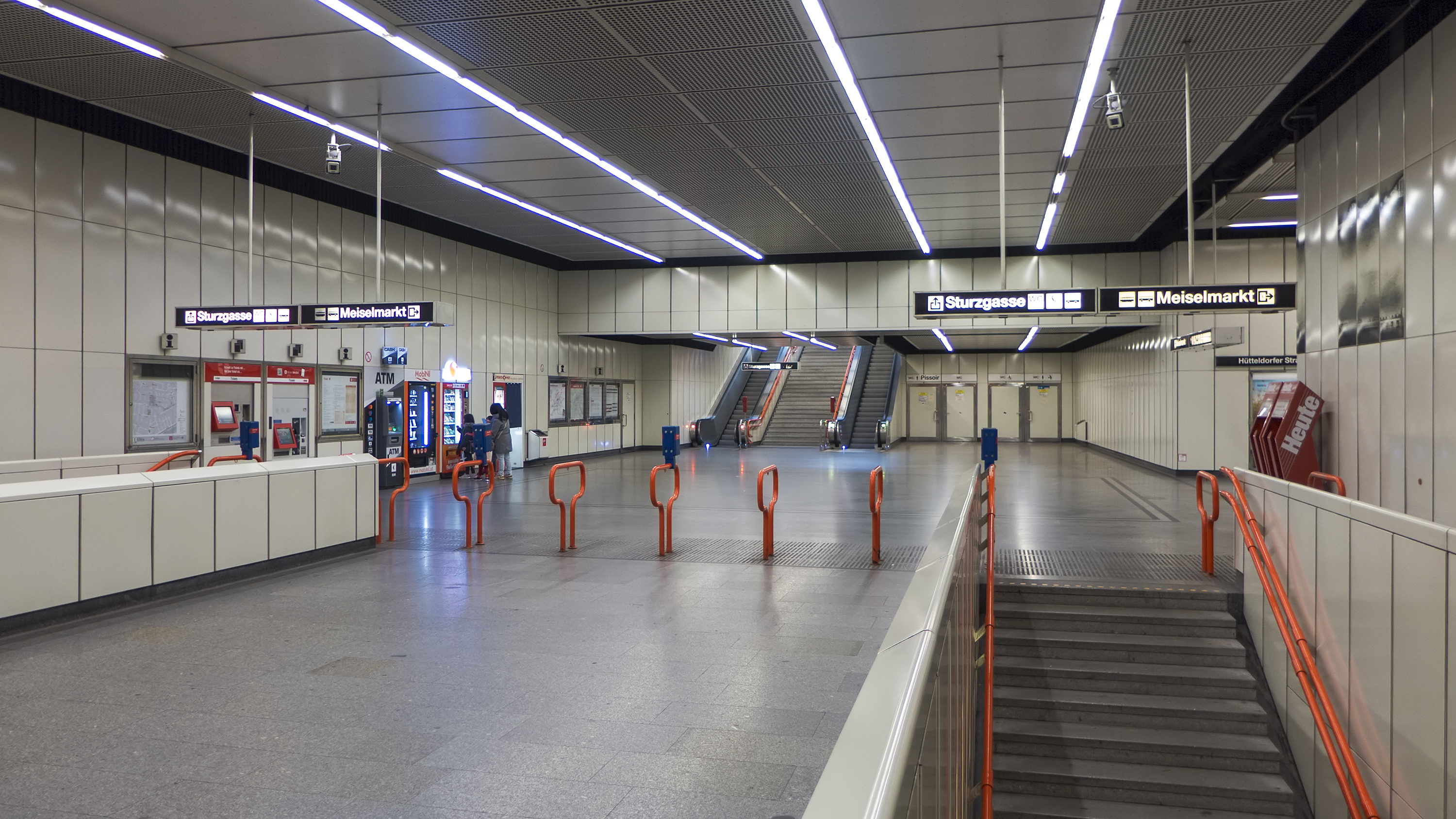
De westelijke verdeelhal.

## Kunstwerken
Op de tussenverdieping zijn sinds april 2010 de wanden opgesierd met het kunstwerk „übertragung“ van de drukkunstenaar Michael Schneider, bestaande uit 43 zwart-wit afbeeldingen. Als voorbeeld gebruikte hij digitale foto's van daklijsten van huizen langs de U3. De afbeeldingen werden deels aangebracht met diepdruktechniek en deels met houtdruk. Na het drukproces werden de afbeeldingen op een zeef belicht en met email op blik gebrand bij 800 graden celsius In de gang naar de toegang bij de Hütteldorfer Straße hangt een grote emaile wandschildering een moderne nabootsing van het aquarel Frühjahrsparade auf der Schmelz im Jahr 1897 van Felician Myrbach uit het Heeresgeschichtliches Museum. De wandschildering verwijst naar een belangrijk oefenterrein dat vroeger op de nabijgelegen Schmelz lag.

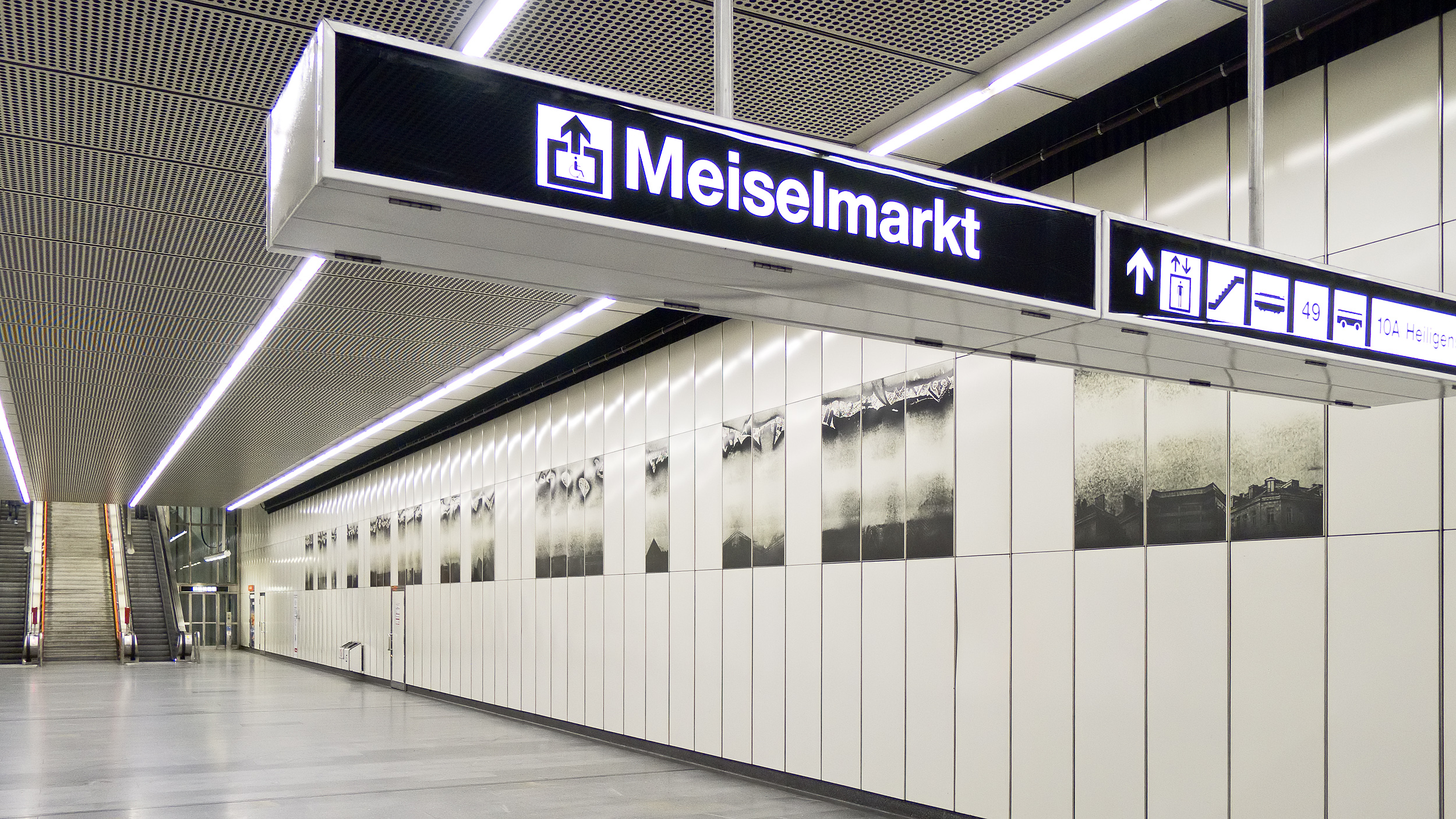
De übertragung.
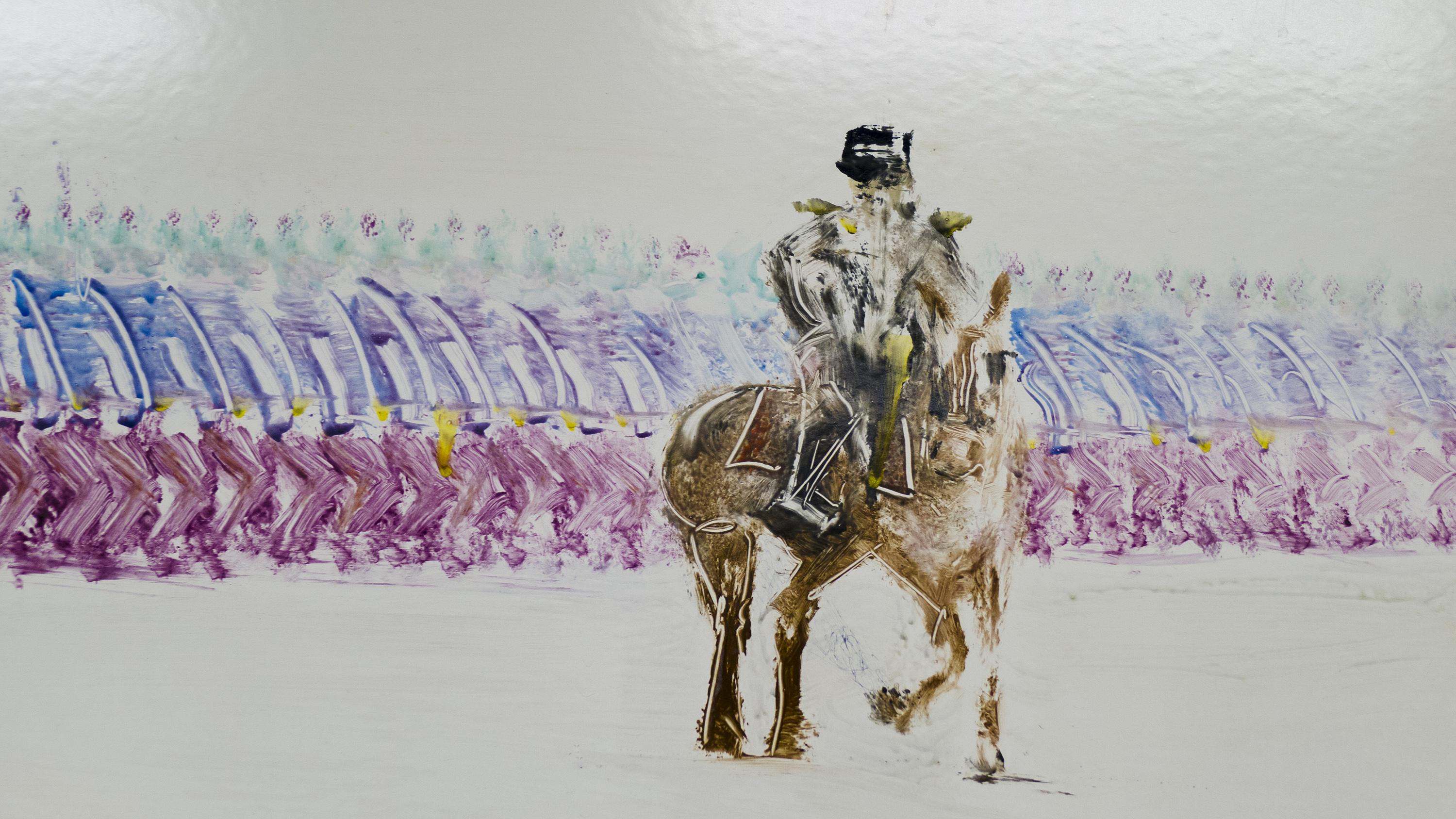
De Frühjahrsparade.
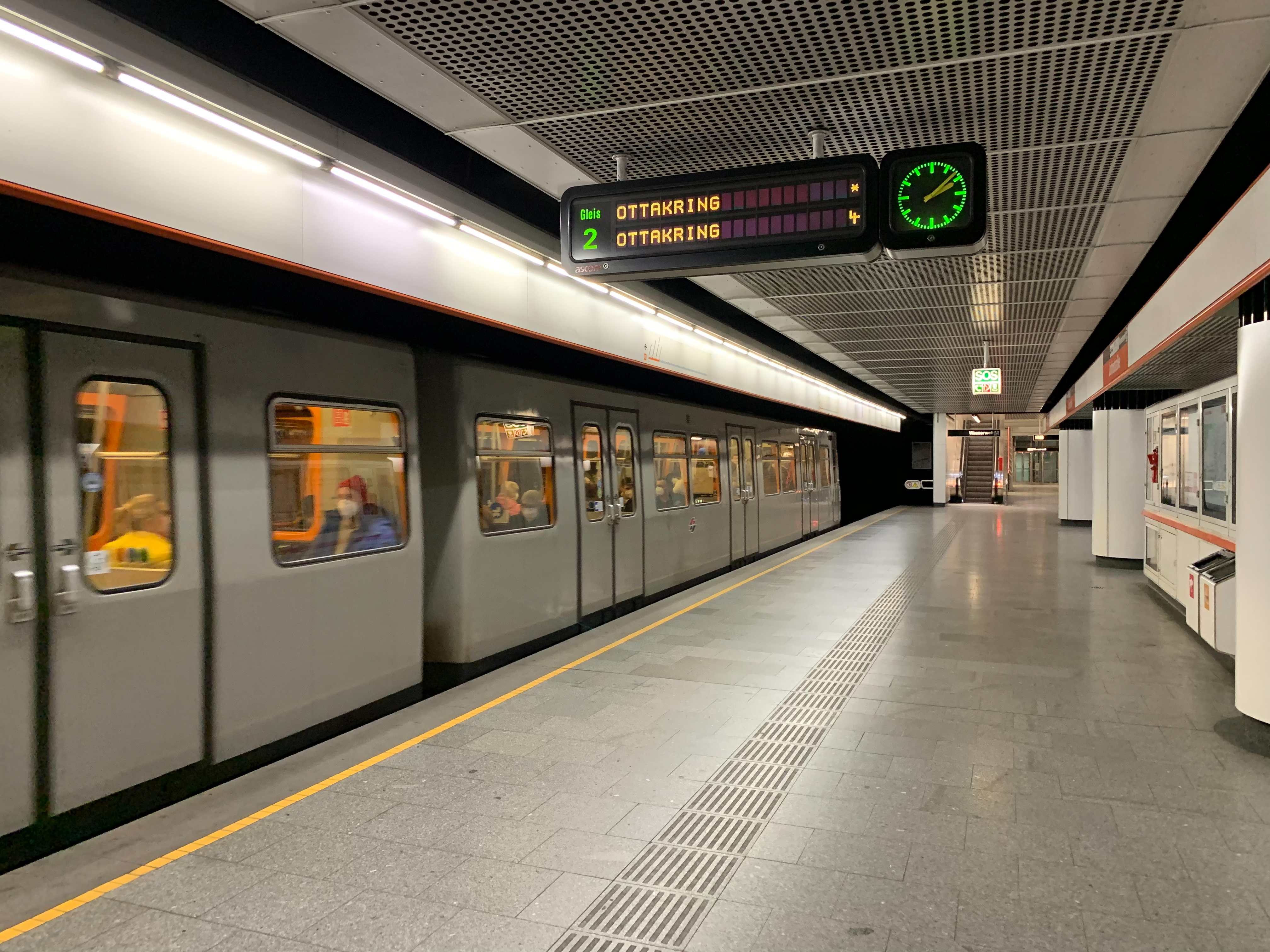
Een metrostel type U langs het perron.

- Gemeinsame Normdatei: 7743039-6